# Isla de Chacharramendi
La Isla de Chacharramendi, también conocida como Montenegro y en euskera y oficialmente Txatxarramendi, es una pequeña isla del litoral vizcaíno en el País Vasco, España. Está situada en la desembocadura del río Oka, en la ría de Guernica, y forma parte de la Reserva Natural de Urdaibai.
Pertenece a la localidad de Pedernales y se sitúa muy próxima a la costa, tanto que en marea baja es posible llegar a la misma a pie. A finales del siglo XIX y principios del siglo XX se convirtió en un importante centro turístico. 
Tiene una superficie de 2,7 hectáreas y forma una ensenada bien protegida que facilita el amarre de embarcaciones. Esta ensenada recibe el nombre de Portuondo que en euskera quiere decir "Al lado del puerto". En la parte Sur se han hallado restos de un puesto de cabotaje romano que se estableció en el siglo II.

## El balneario de  Txatxarramendi

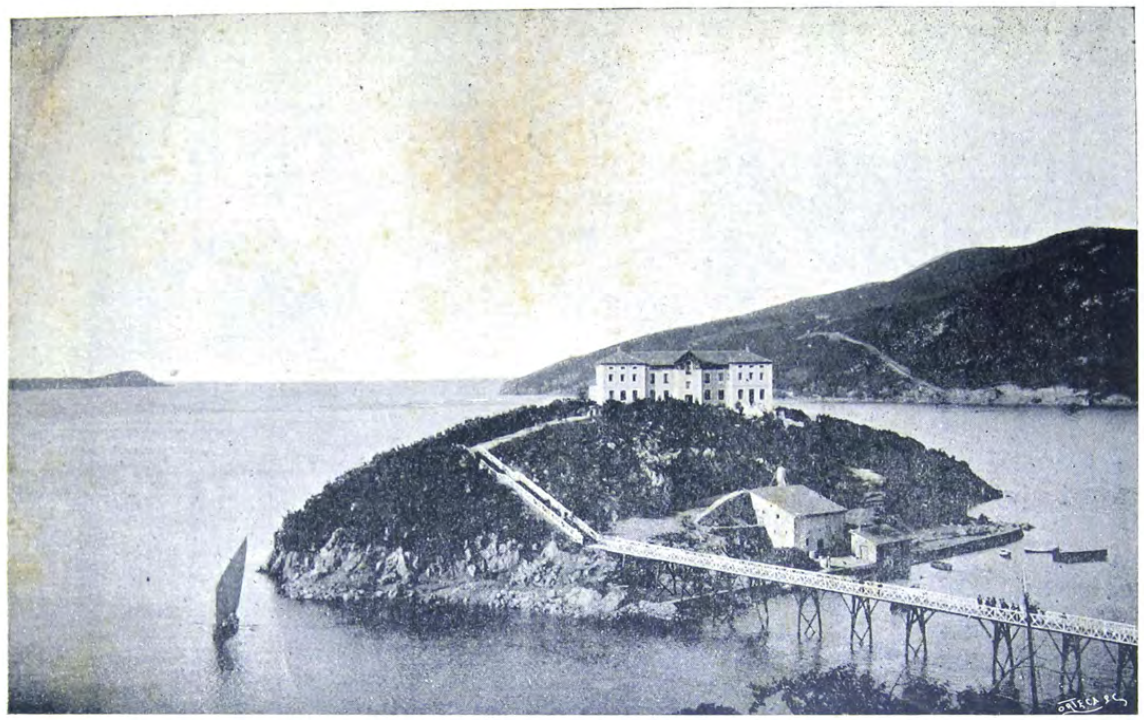
Fotografía de comienzos del con la vista de la isla de Chacharramendi con el hotel turístico (fotografía publicada en el Almanaque de la Vasconia, Buenos Aires, 1901).

A finales del siglo XIX y principios del siglo XX, Pedernales fue uno de los destinos más populares de veraneo de Vizcaya. El entorno que rodea la isla y la propia isla han sido lugar de descanso de figuras relevantes como Sabino Arana e Indalecio Prieto. En 1896 se construyó un hotel balneario en la isla, que fue el verdadero motor de la promoción veraniega de la zona. El hotel estaba unido a la estación del Ferrocarril Amorebieta-Bermeo por un puente que se derribó en 1940. Poco después se sumaron otros establecimientos hosteleros en la localidad como el Hostal Paco que se construyó frente a la isla en 1919 al que se le añadió un vivero de marisco en 1930. En 1937 el Gobierno Vasco incautó la isla  para destinar sus instalaciones a albergues infantiles. 
La isla perteneció a la familia Gandarias, quien inició la explotación balnearia de la misma. De ellos también fue el ferrocarril y la ampliación del mismo desde Guernica hasta Pedernales para conectar mejor Txatxarramendi. Por sus instalaciones turísticas pasaron las figuras importantes de la época (principio y mediados del siglo XX). Incluso Pedro Gandarias, nieto de Pedro Pascual Gandarias y propietario de la isla, pasó temporadas en ella en compañía de la actriz estadounidense Ava Gardner.
El hotel cerró en 1947 y el hostal en 1963. En 2002 se recuperó la cetárea o vivero de marisco por la asociación Urdaibaiko Galtzagorriak (gestionada por el Ayuntamiento de Busturia y los Guías de la Naturaleza de Urdaibai-Aixerreku). En las instalaciones del hotel balneario se ha ubicado el Centro de Investigación Marina y Alimentaria AZTI. Hay restos de un cargadero de arena y un calero.

## En la actualidad
En los años 60 la familia Gandarias vendió la isla a la Diputación de Vizcaya. La isla tiene un  importante encinar cantábrico, uno de los más viejos de la reserva de Urdaibai con destacados ejemplares, tanto de encinas como de madroños. Buena parte de su conservación se debe al cuidado al que se sometió el encinar durante la existencia del hotel balneario y la posterior atención que se ha prestado al mismo para hacer las veces de zona de esparcimiento. Se completa este bosque autóctono con un jardín botánico creado en el año 2000 por el Departamento de Medio Ambiente de la Diputación Foral de Vizcaya en donde destacan 25 especies de flora, formando de manera adecuada las propias del encinar cantábrico como la encina, el laurel, el madroño o el labioérnago.
La ubicación en plena rasa mareal hace de esta isla un lugar muy indicado para la observación de aves. Se pueden observar con facilidad especies como el martín pescador, la garceta común, la garza real, el cormorán, el pinzón vulgar, el herrerillo común, el carbonero común, el mirlo, el petirrojo, el reyezulo listado, el águila culebrera, la curruca rabilarga o la curruca cabecinegra.